# Perizoma bicolor
Perizoma bicolor là một loài bướm đêm trong họ Geometridae.